# 中国音乐著作权协会
中国音乐著作权协会（简称「音著协」），是中国大陆唯一的音乐著作权集体管理组织，于1992年12月17日由中华人民共和国国家版权局和中国音乐家协会共同发起成立，其目的是专门维护作曲者、作词者和其他音乐著作权人合法权益。该协会为国际作者和作曲者协会联合会（CISAC）代表中国的唯一会员，以及国际标准音乐作品编码（ISWC）中国大陆地区唯一代理机构。

## 管理职权
音乐著作权集体管理组织主要的保护对象为音乐著作的表演权、复制权和广播权。面向各类音乐作品使用者，收取音乐作品著作权许可使用费，并发放使用许可证；根据作品被使用的情况向音乐著作权人定期分配作品使用费；对侵犯音乐著作权的行为提出法律交涉。
协会收取使用许可费的范围包括对音乐作品的机械复制， 如出版音像制品、制作电脑卡拉OK机等，举办现场演出活动，在餐厅、酒吧、宾馆、歌厅、飞机客舱、 火车车厢等公共场所播放背景音乐，广播电台、电视台演播音乐作品以及通过网络使用音乐作品等使用行为。

## 著作权集体管理组织
依据《中华人民共和国著作权法》第八条规定：「著作权人和与著作权有关的权利人可以授权著作权集体管理组织行使著作权或者与著作权有关的权利。著作权集体管理组织被授权后，可以以自己的名义为著作权人和与著作权有关的权利人主张权利，并可以作为当事人进行涉及著作权或者与著作权有关的权利的诉讼、仲裁活动。
著作权集体管理组织是非营利性组织，其设立方式、权利义务、著作权许可使用费的收取和分配，以及对其监督和管理等由国务院另行规定。」
自2005年3月1日起，经中华人民共和国国务院通过的《著作权集体管理条例》正式施行。该条例规定：「著作权集体管理组织应当依照有关社会团体登记管理的行政法规和本条例的规定进行登记并开展活动」，并且「设立著作权集体管理组织，应当具备下列条件：

（一）发起设立著作权集体管理组织的权利人不少于５０人；
（二）不与已经依法登记的著作权集体管理组织的业务范围交叉、重合；
（三）能在全国范围代表相关权利人的利益；
（四）有著作权集体管理组织的章程草案、使用费收取标准草案和向权利人转付使用费的办法（以下简称使用费转付办法）草案。」

在实际操作中，中国对于集体管理组织的设立采用行政核准制度，集体管理组织的设立需要经过中国国家版权局和民政局的双重审批。目前中国相关行业的集体版权管理机构均是相关协会和国家版权局共同主导组建的。由此，音乐著作权协会在中国具有法定的事实垄断地位。与之类似的由政府成立的著作权集体管理组织还有：
- 中国音像著作权集体管理协会
- 中国文字著作权协会
- 中国摄影著作权协会
- 中国电影著作权协会

## 争议
中国音乐著作权协会垄断性和透明度饱受争议。《南方周末》评论认为与美国类似的管理组织相比，「『音著协』作用微小，形同虚设」。2012年3月31日，中国国家版权局在官方网站公布了《中华人民共和国著作权法》（修改草案）。该草案第四十六条规定，在录音作品出版3个月后，其他人可以「不经著作权人许可，使用其音乐作品制作录音制品」。《中国新闻周刊》报道称该条款涉及到著作权人与版权集体管理方的权益分配问题。新法向集体管理方明显的偏转无疑涉嫌强制许可，是对著作权人的权益的侵犯。报道称新草案使得音著协获得了空前的收钱权利，但是对于版权费转付，新法并没有详细规定。《人民日报》评论称权利人几乎没有办法监督集体管理组织的收费和分配行为。在权利人看来，集体管理组织的收费和分配过程都不透明。